# San Juan de Poás
San Juan es un distrito del cantón de Poás, en la provincia de Alajuela, de Costa Rica.

## Geografía
San Juan cuenta con un área de 16,38 km² y una altitud media de 1270 m s. n. m.

## Demografía
Para el año 2022, San Juan cuenta con una población estimada de 5113 habitantes, y para el último censo efectuado, en 2011, San Juan contaba con una población de 4638 habitantes.

## Localidades
- Cabecera: San Juan Sur
- Poblados: Altura (parte), Corazón de Jesús, La Américas, Calle Lechuza, Guapinol, Mastate, San Juan Norte conocido también como Cabuyal, Tablones (parte), Calle Liles.

## Transporte

### Carreteras
Al distrito lo atraviesan las siguientes rutas nacionales de carretera:
- Ruta nacional 107
- Ruta nacional 120
- Ruta nacional 146
- Calle Cantonal La Legua, antigua ruta hacia el Volcán Poás

## Conservación de la Biodiversidad en San Juan de Poás: un estudio de caso sobre regeneración natural del bosque muy húmedo premontano[7]
[editar código · editar]
La regeneración natural es un proceso clave para la recuperación de hábitats degradados por la deforestación y una estrategia de restauración ecológica de bajo costo basada en la naturaleza. Un estudio publicado en la revista científica Cuadernos de Investigación UNED analizó la composición florística de un fragmento de bosque muy húmedo premontano en regeneración, ubicado en San Juan de Poás, Costa Rica. La investigación identificó un total de 74 familias, 144 géneros y 170 especies nativas, además de 15 familias, 21 géneros y 22 especies introducidas, junto con un híbrido. Las familias con mayor diversidad de géneros y especies fueron  Asteraceae, Fabaceae, Solanaceae, Rubiaceae, Euphorbiaceae, Polypodiaceae, Lauraceae  y  Pteridaceae . Entre los géneros más representativos se encontraron Solanum, Pleopeltis, Pteris, Croton y Piper. Asimismo, se registraron dos especies endémicas: Costus montanus y Sechium tacaco. En cuanto a los hábitos de crecimiento, el 95 % de las especies son terrestres, un 4 % epífitas facultativas y un 1 % holoepífitas. La distribución por formas de vida incluye un 30 % de árboles, 29 % de arbustos, 27 % de hierbas, 9 % de lianas y 5 % de sufrútices. Además, el 64 % de las especies identificadas son estrictamente heliófitas, mientras que el 36 % puede tolerar condiciones de sombra. Se documentaron nombres comunes para 148 especies. El estudio concluyó que el fragmento de bosque analizado en San Juan de Poás se encuentra en una fase temprana de regeneración, con una composición de especies característica de los bosques premontanos del Valle Central de Costa Rica, lo que resalta la importancia de su conservación.